# Hiroaki Hiraoka
Hiroaki Hiraoka (Hiroshima, 6 de fevereiro de 1985) é um judoca japonês que conquistou uma medalha de prata nas Olimpíadas de 2012 na categoria até 60 kg.